# Conochares seminivealis
Conochares seminivealis är en fjärilsart som beskrevs av George Duryea Hulst 1886. Conochares seminivealis ingår i släktet Conochares och familjen nattflyn. Inga underarter finns listade i Catalogue of Life.